# Edsvära socken
Edsvära socken i Västergötland ingick i Skånings härad, ingår sedan 1974 i Vara kommun och motsvarar från 2016 Edsvära distrikt.
Socknens areal är 39,64 kvadratkilometer varav 38,86 land. År 2000 fanns här 395 invånare. Sockenkyrkan Edsvära kyrka ligger i socknen.

## Administrativ historik
Socknen har medeltida ursprung. 1552 införlivades Borga socken och någon tid därefter införlivades Ballstorps socken.
Vid kommunreformen 1862 övergick socknens ansvar för de kyrkliga frågorna till Edsvära församling och för de borgerliga frågorna bildades Edsvära landskommun. Landskommunen uppgick 1952 i Kvänums landskommun som 1974 uppgick i Vara kommun. Församlingen uppgick 2002 i Kvänums församling.
1 januari 2016 inrättades distriktet Edsvära, med samma omfattning som församlingen hade 1999/2000.  
Socknen har tillhört län, fögderier, tingslag och domsagor enligt vad som beskrivs i artikeln Skånings härad. De indelta soldaterna tillhörde Skaraborgs regemente, Skånings kompani och Västgöta regemente, Laske kompani.

## Geografi
Edsvära socken ligger väster om Falköping med Lidan i sydväst. Socknen är i väster en odlad slättbygd på Varaslätten och i öster en mossrik skogsbygd.

## Fornlämningar
Lösfynd från stenåldern har påträffats samt en hällkista. Från järnåldern finns gravar och gravfält samt stora domarringar, Brummane stenar. Två runristningar är kända.

## Namnet
Namnet skrevs 1325 Ezwäri och kommer från kyrkbyn. Efterleden har oklar tolkning. Förleden kan innehålla ed, '(gång)väg'.

## Befolkningsutveckling
Edsvära socken och församling motsvarade fram till 2002 samma område och nuvarande distrikt bygger på samma gränser. Det går därför att följa befolkningsutvecklingen över tid för området i och med församlingens tidigare statistik och distriktets tillkomst. Det finns dock ingen befolkningsstatistik mellan 2002 och 2014 då församlingen uppgick i Kvänums församling år 2002 och distrikten infördes först 2016.
| Befolkningsutvecklingen i Edsvära socken 1810–2015 | Befolkningsutvecklingen i Edsvära socken 1810–2015 | Befolkningsutvecklingen i Edsvära socken 1810–2015 | Befolkningsutvecklingen i Edsvära socken 1810–2015 | Befolkningsutvecklingen i Edsvära socken 1810–2015 |
| -------------------------------------------------- | -------------------------------------------------- | -------------------------------------------------- | -------------------------------------------------- | -------------------------------------------------- |
|                                                    |                                                    |                                                    |                                                    |                                                    |
| År                                                 |                                                    |                                                    | Folkmängd                                          |                                                    |
| 1810                                               | 1810                                               |                                                    | 554                                                |                                                    |
| 1820                                               | 1820                                               |                                                    | 633                                                |                                                    |
| 1830                                               | 1830                                               |                                                    | 767                                                |                                                    |
| 1840                                               | 1840                                               |                                                    | 893                                                |                                                    |
| 1850                                               | 1850                                               |                                                    | 951                                                |                                                    |
| 1860                                               | 1860                                               |                                                    | 1 364                                              |                                                    |
| 1870                                               | 1870                                               |                                                    | 1 376                                              |                                                    |
| 1880                                               | 1880                                               |                                                    | 1 391                                              |                                                    |
| 1890                                               | 1890                                               |                                                    | 1 192                                              |                                                    |
| 1900                                               | 1900                                               |                                                    | 1 093                                              |                                                    |
| 1910                                               | 1910                                               |                                                    | 986                                                |                                                    |
| 1920                                               | 1920                                               |                                                    | 1 011                                              |                                                    |
| 1930                                               | 1930                                               |                                                    | 895                                                |                                                    |
| 1940                                               | 1940                                               |                                                    | 832                                                |                                                    |
| 1950                                               | 1950                                               |                                                    | 718                                                |                                                    |
| 1960                                               | 1960                                               |                                                    | 637                                                |                                                    |
| 1970                                               | 1970                                               |                                                    | 466                                                |                                                    |
| 1980                                               | 1980                                               |                                                    | 405                                                |                                                    |
| 1990                                               | 1990                                               |                                                    | 395                                                |                                                    |
| 2000                                               | 2000                                               |                                                    | 395                                                |                                                    |
| 2015                                               | 2015                                               |                                                    | 387                                                |                                                    |
|                                                    |                                                    |                                                    |                                                    |                                                    |